# Schweizer Verein für verantwortungsbewusste Kapitalanlagen
Der Schweizer Verein für verantwortungsbewusste Kapitalanlagen (SVVK) ist ein Zusammenschluss von institutionellen Anlegern und wurde 2015 gegründet. Der Verein erbringt für seine Mitglieder Dienstleistungen, damit sie ihre Anlageentscheide auf Umwelt, Gesellschaft und Wirtschaft ausrichten können.

## Mitglieder und Aktivitäten
Gründungsmitglieder sind die BVK Personalvorsorge des Kantons Zürich, compenswiss (Ausgleichsfonds AHV/IV/EO), comPlan, Pensionskasse Post, Pensionskasse SBB, Pensionskasse des Bundes PUBLICA und Suva und somit hauptsächlich bundesnahen Institutionen. Insgesamt bewirtschaften diese Investoren ein Anlagevermögen von über CHF 250 Milliarden. 2018 schlossen sich zwei weitere Institutionen, die Mobiliar und die Migros-Pensionskasse, dem SVVK an. 2019 folgte die Basellandschaftliche Pensionskasse und 2020 die ASGA Pensionskasse. Der Zusammenschluss erlaubt den Mitglieder eine effizientere Organisation der Bereitstellung von Informationen über die Unternehmen und Schaffung von Transparenz über Zusammenhänge zwischen Wirtschaft, Umwelt und Gesellschaft. Somit können die Mitglieder ihre treuhänderische Pflicht leichter wahrnehmen, die darin besteht, ESG-Kriterien (Environment, Social, Governance) in ihrem Risikomanagement zu berücksichtigen.
Die Dienstleistungen des SVVK erstrecken sich von Grundlagenerarbeitung, über Screening und Monitoring der Portfolios, Dialog mit Unternehmen, Ausschlussempfehlungen, bis hin zu Kommunikation und Wissenstransfer. Mittels der Überprüfung des Anlageuniversums seiner Mitglieder identifiziert der SVVK anhand von ESG-Kriterien problematische Unternehmen.
Mit den als problematisch eingestuften Unternehmen wird ein gezielter Dialogprozess gestartet, der durch externe Anbieter durchgeführt wird. Der SVVK sieht im Dialog das wirksamste Instrument, die Interessen seiner Mitglieder zu vertreten. Sofern der direkte Dialog mit einem als problematisch eingestuften Unternehmen zwar erfolgt, er aber keine Verbesserung erwirkt, wird das Unternehmen auf die Ausschlussliste des SVVK gesetzt. Die Liste wird laufend aktualisiert und den SVVK-Mitgliedern im Sinne einer Empfehlung zur Verfügung gestellt. Der Entscheid über den Ausschluss eines Titels aus dem Portfolio verbleibt uneingeschränkt beim einzelnen Vereinsmitglied.

### Beispiele von Aktivitäten des SVVK

#### Empfehlung zur Beendung von Investitionen in Rüstungsgüter
Ende 2020 empfahl der SVVK seinen Mitgliedern den Ausschluss von rund 20 globalen Rüstungsunternehmen, deren Produkte gegen Schweizer Gesetze und international anerkannte Konventionen verstossen, namentlich gegen die Ottawa- und Oslo-Konventionen sowie der Atomwaffensperrvertrag. Diese von der Schweiz ratifizierten Abkommen verbieten Entwicklung, Herstellung, Lagerung, Vertrieb und unsachgemässe Entsorgung von Streumunition, Anti-Personenminen und Nuklearwaffen.
Diese Ausschlussliste war die erste konkrete Massnahme des SVVK. Die PUBLICA folgte dieser Empfehlung im Juni 2017. Ebenso alle anderen Mitglieder des SVVK. Während zum Beispiel die BVK die Unternehmen auf der Ausschlussliste zu diesem Zeitpunkt bereits abgestossen hatte, war die Pensionskasse der SBB kurz davor, dies zu tun.

#### Stellungnahme zu Investitionen in fossile Energien
Im März 2019 veröffentlichte der SVVK eine Stellungnahme zum Klimaabkommen von Paris. Darin erläuterte er die Einordnung des Pariser Klimaabkommens in die normative Grundlage des SVVK und dessen Umsetzung im Rahmen des Engagements des SVVK. Diesbezüglich hielt der SVVK fest, dass der Klimawandel sowohl ein ESG-Faktor wie auch ein in der Anlagetätigkeit zu berücksichtigender Risikofaktor ist. Der SVVK werde daher in Zukunft bei CO2-intensiven Portfoliounternehmen aktiv eine klimabezogene Finanzberichterstattung nach einheitlichen Reportingstandards einfordern. Zudem wurden weitere Handlungsmöglichkeiten zur Umsetzung der Ziele des Pariser Klimaabkommens für die Mitglieder des SVVK aufgezeigt. Eine dieser Handlungsmöglichkeiten bestehe in der gezielten Förderung von Firmen, die Anstrengungen zur Verringerung des CO2-Ausstosses vornehmen und in erneuerbare Technologien investieren. Eine andere Handlungsmöglichkeit bestehe im Verkauf ("Divestment") von Aktien, Obligationen und weiteren Anlagen von Firmen, welche einen hohen Ausstoss an Treibhausgasen verursachen oder welche nicht bereit sind, die Auswirkungen des Klimawandels in ihr Geschäftsmodell zu integrieren.